# Tournoi des Maîtres
Le Turnier der Meister, en français le Tournoi des Maîtres, appelé aussi Cottbus Cup, est une compétition annuelle de gymnastique, fondée en 1976 qui fait partie du programme de la coupe du monde de gymnastique artistique. Rassemblant pendant trois jours, des athlètes venus de 24 nations au Lausitz Arena à Cottbus en Allemagne, c'est l'un des plus vieux tournois de gymnastique du monde.

## Résultats du30eCottbusdu 24 au 26 mars 2006

### Sol
| Rang | Gymnaste         | Total  |
| ---- | ---------------- | ------ |
| 1    | Irina Isayeva    | 14.675 |
| 2    | Lenika De Simone | 13.825 |
| 3    | Lais Souza       | 13.700 |

### Saut à cheval
| Rang | Gymnaste           | Total  |
| ---- | ------------------ | ------ |
| 1    | Jana Bieger        | 14.625 |
| 2    | Oksana Chusovitina | 14.475 |
| 3    | Jana Komrskova     | 14.300 |

### Barres asymétriques
| Rang | Gymnaste      | Total  |
| ---- | ------------- | ------ |
| 1    | Ya Li         | 15.800 |
| 2    | Irina Isayeva | 15.150 |
| 3    | Jana Bieger   | 14.775 |

### Poutre
| Rang | Gymnaste      | Total  |
| ---- | ------------- | ------ |
| 1    | Irina Isayeva | 14.950 |
| 2    | Jana Bieger   | 14.875 |
| 3    | Lais Souza    | 14.850 |

## Résultats du31eCottbusdu 22 au 24 mars 2007

### Sol
| Rang | Gymnaste          | Total  |
| ---- | ----------------- | ------ |
| 1    | Elsa Garcia       | 15.125 |
| 2    | Olga Shcherbatykh | 14.775 |
| 3    | Alina Kozich      | 14.625 |

### Saut à cheval
| Rang | Gymnaste           | Total  |
| ---- | ------------------ | ------ |
| 1    | Oksana Chusovitina | 14.762 |
| 2    | Jade Barbosa       | 14.725 |
| 3    | Elsa Garcia        | 14.450 |

### Barres asymétriques
| Rang | Gymnaste          | Total  |
| ---- | ----------------- | ------ |
| 1    | Elsa Garcia       | 15.250 |
| 2    | Kristina Palesova | 15.075 |
| 3    | Daria Joura       | 14.675 |

### Poutre
| Rang | Gymnaste            | Total  |
| ---- | ------------------- | ------ |
| 1    | Ye Fan              | 15.650 |
| 2    | Iryna Krasnyanska   | 15.250 |
| 3    | Stephanie Bismpikou | 15.050 |

## Résultats du32eCottbusdu 11 au 13 avril 2008

### Sol
| Rang | Gymnaste      | Total  |
| ---- | ------------- | ------ |
| 1    | Sandra Izbasa | 15,300 |
| 2    | Jade Barbosa  | 14,625 |
| 3    | Sha Xiao      | 14,500 |

### Saut à cheval
| Rang | Gymnaste           | Total  |
| ---- | ------------------ | ------ |
| 1    | Oksana Chusovitina | 15,150 |
| 2    | Jade Barbosa       | 14.512 |
| 3    | Ariella Käslin     | 14.287 |

### Barres asymétriques
| Rang | Gymnaste       | Total  |
| ---- | -------------- | ------ |
| 1    | He Kexin       | 16.850 |
| 2    | Rebecca Downie | 14.975 |
| 3    | Katja Abel     | 14.425 |

### Poutre
| Rang | Gymnaste           | Total  |
| ---- | ------------------ | ------ |
| 1    | Sha Xiao           | 16.125 |
| 2    | Shanshan Li        | 15.325 |
| 3    | Oksana Chusovitina | 15.300 |

## Résultats du33eCottbusdu 20 au 22 mars 2009

### Sol
| Rang | Gymnaste   | Total  |
| ---- | ---------- | ------ |
| 1    | Lu Sui     | 14.200 |
| 2    | Kim Bui    | 14.075 |
| 3    | Adela Sajn | 13.675 |

### Saut à cheval
| Rang | Gymnaste           | Total  |
| ---- | ------------------ | ------ |
| 1    | Ariella Käslin     | 14.550 |
| 2    | Aagje Vanwalleghem | 14.062 |
| 3    | Yasmin Zimmermann  | 13.800 |

### Barres asymétriques
| Rang | Gymnaste           | Total  |
| ---- | ------------------ | ------ |
| 1    | Anja Brinker       | 14.825 |
| 2    | Aagje Vanwalleghem | 13.325 |
| 3    | Ethiene Franco     | 13.075 |

### Poutre
| Rang | Gymnaste            | Total  |
| ---- | ------------------- | ------ |
| 1    | Marta Pihan-Kulesza | 14.075 |
| 2    | Lieke Wevers        | 13.875 |
| 3    | Hu Yuhong           | 13.825 |

## Résultats du34eCottbusdu 12 au 14 mars 2010

### Sol
| Rang | Gymnaste            | Total  |
| ---- | ------------------- | ------ |
| 1    | Kristina Vaculik    | 13.950 |
| 2    | Marta Pihan-Kulesza | 13.950 |
| 3    | Jessica Diacci      | 13.175 |

### Saut à cheval
| Rang | Gymnaste           | Total  |
| ---- | ------------------ | ------ |
| 1    | Oksana Chusovitina | 13.875 |
| 2    | Kristina Vaculik   | 13.787 |
| 3    | Renata Toth        | 13.625 |

### Barres asymétriques
| Rang | Gymnaste                | Total  |
| ---- | ----------------------- | ------ |
| 1    | Kristina Vaculik        | 14.050 |
| 2    | Anysia Unick            | 13.775 |
| 3    | Marie-Sophie Hindermann | 13.750 |

### Poutre
| Rang | Gymnaste          | Total  |
| ---- | ----------------- | ------ |
| 1    | Solovyeva Tatiana | 14.775 |
| 2    | Kristina Vaculik  | 14.425 |
| 3    | Vasilikí Milloúsi | 14.250 |